# Régis Castant
Régis Castant est un footballeur français né le 15 septembre 1973 à Créon en Gironde

## Biographie
Milieu de terrain formé aux Girondins de Bordeaux, il ne fait que de rares apparitions en D1 avant de connaître une carrière dans les clubs amateurs et semi-professionnels de la région (Trélissac, Stade bordelais puis Libourne Saint-Seurin, avec lequel il évolue deux saisons en Ligue 2).

## Carrière de joueur
- 1988-1996 :  Girondins de Bordeaux
- 1996-1998 :  Trélissac FC
- 1998-1999 :  Stade bordelais
- 1999-2009 :  FC Libourne-Saint-Seurin

## Carrière d'entraîneur
- 2011-Février 2012 :  FC Libourne